# Colias electo
Colias electo är en fjärilsart som först beskrevs av Carl von Linné 1763.  Colias electo ingår i släktet Colias och familjen vitfjärilar. Inga underarter finns listade i Catalogue of Life.

## Bildgalleri

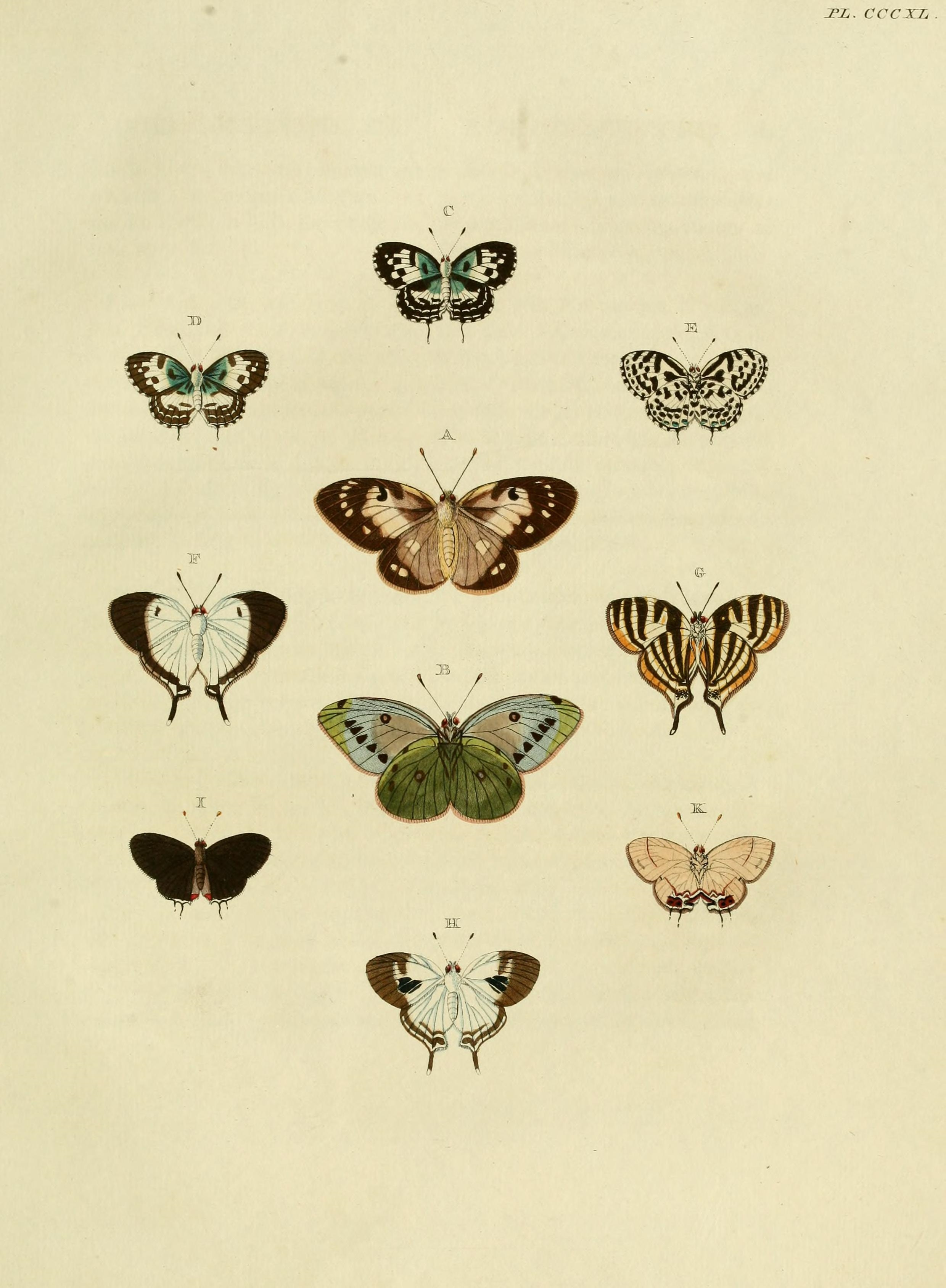